# نافاسانا

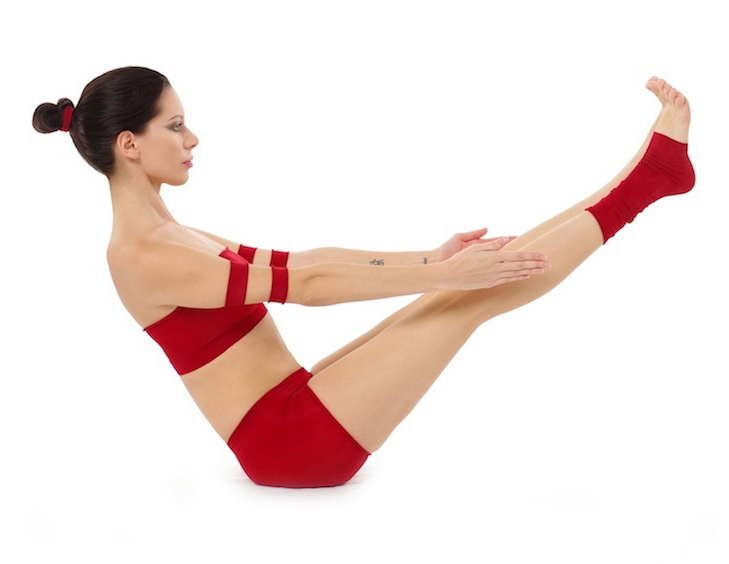
باريبورنا نافاسانا

نافاسانا (بالسنسكريتية: नावासन)‏، وتعرف أيضاً بباريبورنا نافاسانا (بالسنسكريتية: परिपूर्णनावासन)‏، وتعني وضعية القارب، هي أحد أسانات الجلوس في اليوغا الحديثة.

## التأثيل والأصول
يأتي الاسم من الكلمات السنسكريتية परिपूर्ण باريبورنا وتعني "الكامل"، नाव نافا وتعني "القارب"، आसन أسانا وتعني "وضع" أو "مجلس".
وصفت الوضعية في كتاب سريتاتفانيدي المصنف في القرن التاسع عشر باسم ناوكاسانا, والتي تعني أيضاً وضعية القارب.

## الوصف
للدخول إلى الوضعية من الجلوس، يتم ثني الركبتين، ونقل وزن الجسم إلى الخلف حتى ترتفع بطون القدمين عن الأرض. في هذه الوضعية، يكون الجسم متوازنًا على عظام الجلوس، وليس متكئًا إلى الخلف على عظم الذنب. يتم إطالة العمود الفقري لتوسيع ورفع الصدر.
تتضمن الوضعيات التحضيرية لوضعية نافاسانا وضعيات الوقوف أوتكاناسانا وأوتاناسانا، ووضعية الجلوس دانداسانا.

## الاختلافات
تتضمن الاختلافات وضعية آردا نافاسانا (بالسنسكريتية: अर्धनावासन)‏ "وضعية نصف القارب"، التي تعد أسهل مع رفع القدمين والجسم إلى النصف فقط. بينما يتطلب وضع أوبايا بادانغوستاسانا الأكثر صعوبة يتطلب إمساك كلتا اليدين بأصابع القدمين أو بالقدمين أو الكاحلين.

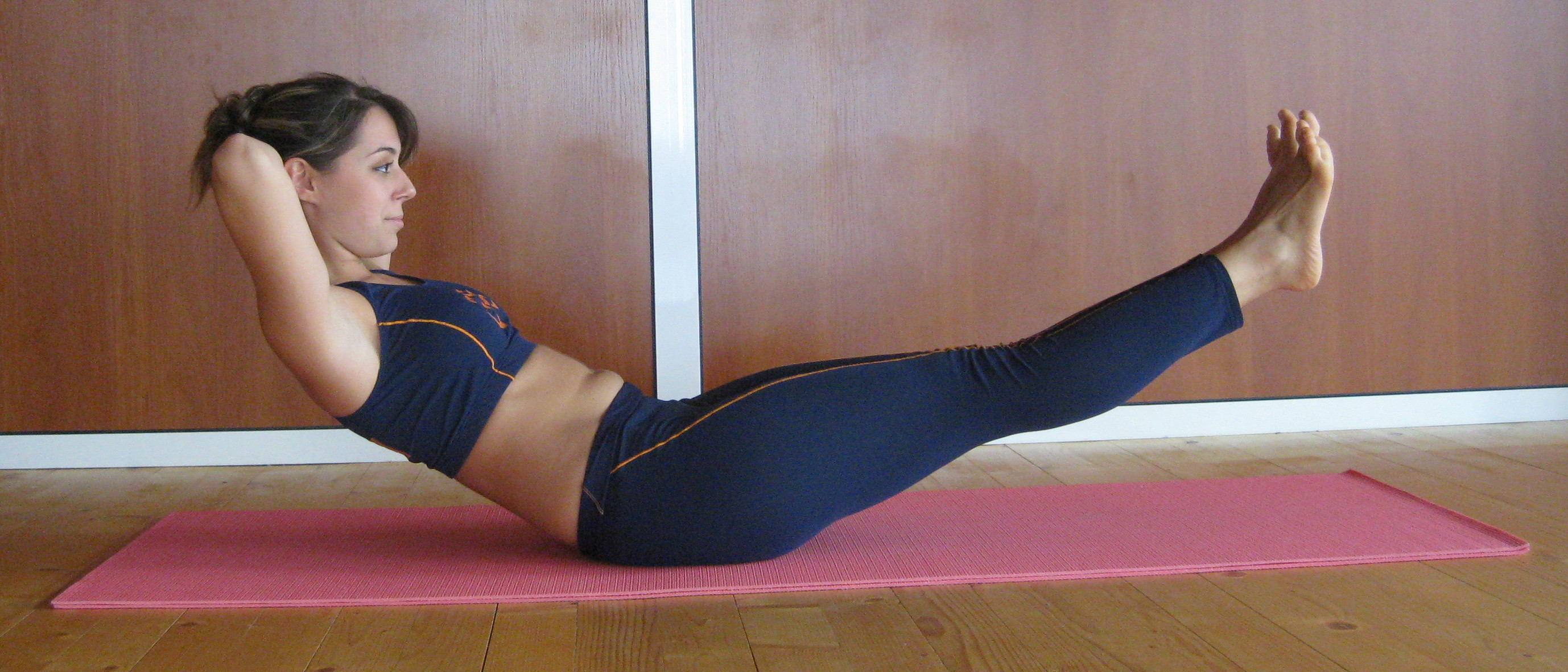
آردا نافاسانا
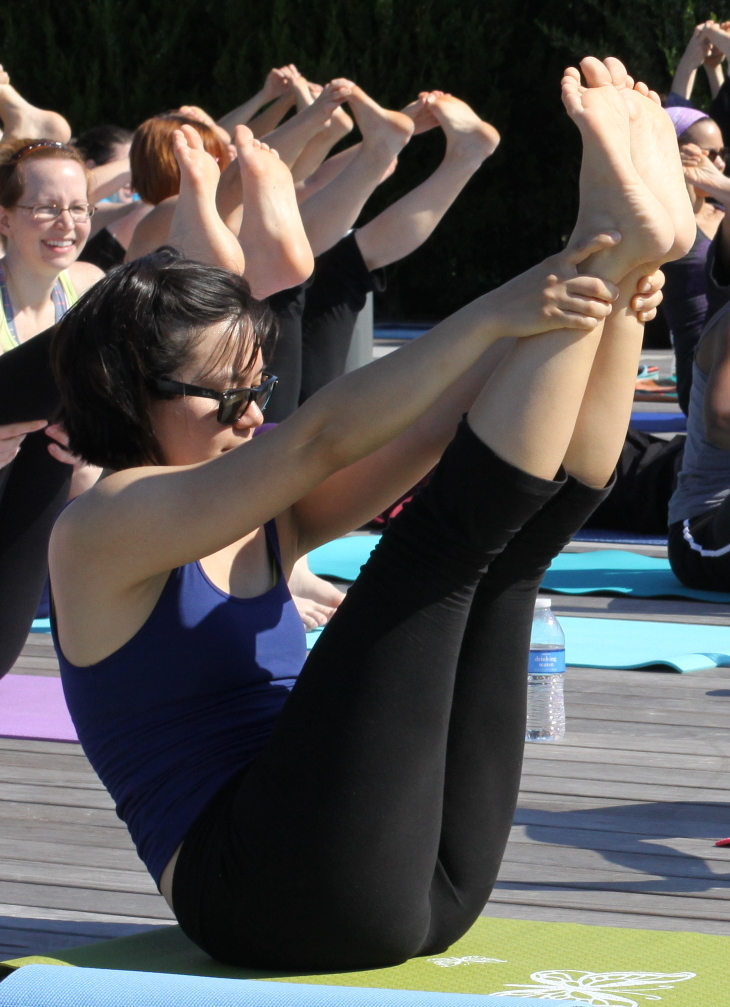
أوبايا بادانغوستاسانا، مع الإمساك بأصابع القدمين أو الكاحلين